# Hypena rufirena
Hypena rufirena là một loài bướm đêm trong họ Erebidae.